# Marius Vasselon
Marius Vasselon (Saint-Étienne, 20 giugno 1841 – Parigi, 18 novembre 1924) è stato un pittore francese.

## Biografia
Figlio del pittore Édouard Vasselon (1814–1884) e fratello della pittrice Alice Vasselon (1849-1893), fu allievo di Léon Bonnat. Sua moglie era la pittrice Hortense Dury-Vasselon (1860-1924).

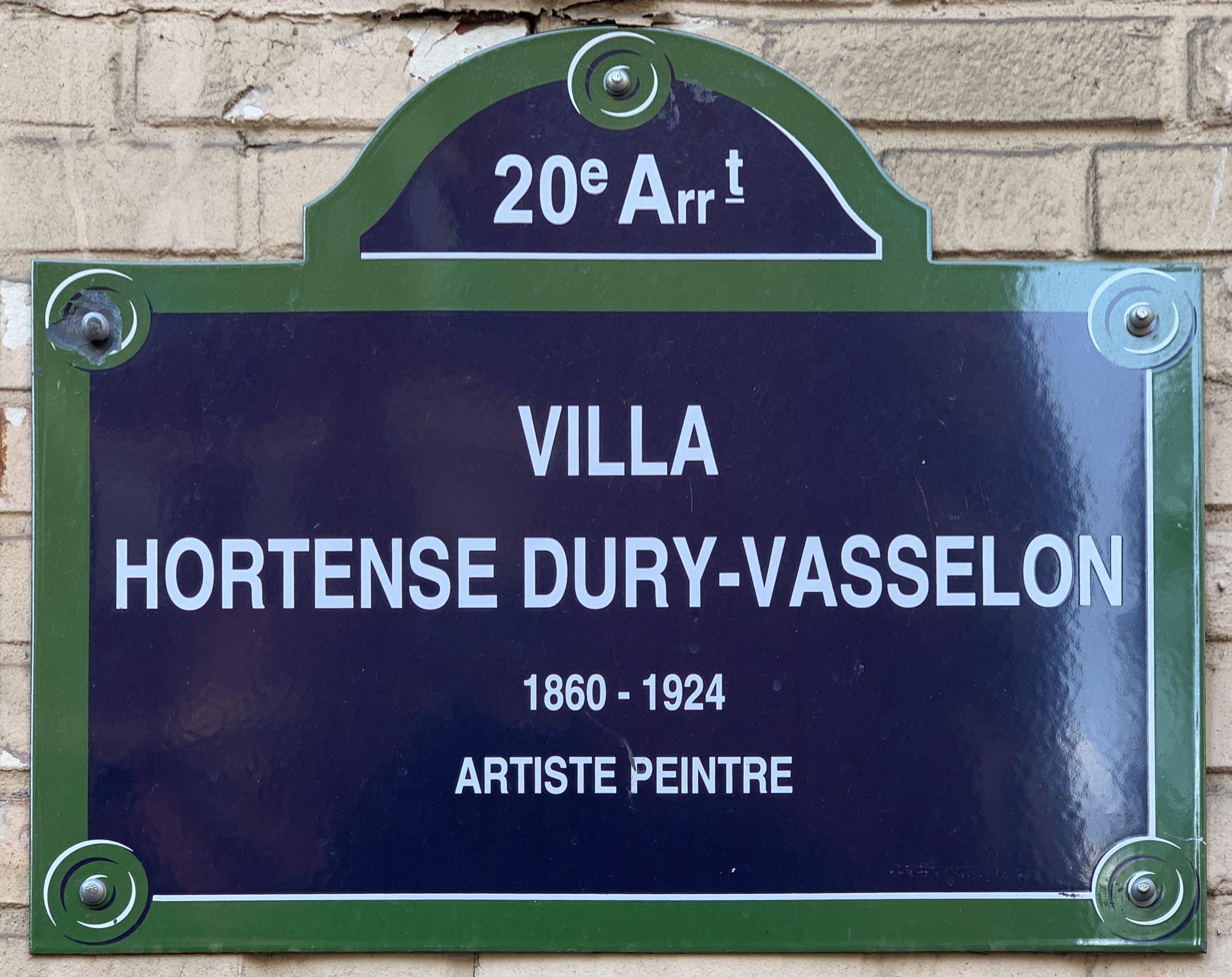
Targa che ricorda Hortense Dury-Vasselon nel 20° Arrondissement di Parigi

Specializzato in paesaggi, nature morte, nudi e soggetti mitologici, operò principalmente a Montmartre.
Espose al Salon degli artisti francesi nel 1890 (Sara la bagnante), 1896 (Ragazza con primule), 1908 (La giovane bagnante), 1910 (Il giovane pescatore), 1911 (Giovani donne in barca e Il riposo), 1912 (Giovane davanti al mare), 1913 (La margherita), 1914 (La fonte e La chiromanzia). Espose anche al Salon d'hiver dal 1908 al 1924.
Tra i suoi allievi si ricorda Emil-Gustave Couder.
Il suo dipinto del 1887 Maddalena penitente è conservato nel Museo delle Belle Arti di Tours.